# Марек Мартінек
Марек Марія Мартинек (пол. Marek Maria Martinek) (3 травня 1957, Краків — 4 березня 2021, Варшава) — польський дипломат. Генеральний Консул Республіки Польща у Луцьку (2011—2013).

## Життєпис
Народився у 1957 році в місті Краків. Вищу освіту здобув на факультеті біології та наук про землю Ягеллонського університету у Кракові, де отримав диплом магістра геології.
Після закінчення навчання, розпочав роботу в Карпатському відділі Геологічного інституту. Потім була служба в війську, після якої Марек Мартінек працював в Осередку дослідного підприємства, яке займалось дослідженням видобувної галузі та хімічною сировиною. З 1989 по 1993 рік займався підприємницькою діяльністю. У 1993 році заявив свою кандидатуру на посаду адміністративно-фінансового керівника в зарубіжному представництві.
У 1994—1999 рр. — після стажування в Міністерстві закордонних справ, працює в консульстві у Мінську, спочатку на посаді аташе, секретаря, а згодом керівника адміністративно-фінансового відділу.
У 2000—2005 рр. — працював в дипломатичному представництві Польщі в Тбілісі (Грузія), на посаді консула.
У 2006—2009 рр. — працював у Консульстві Польщі в місті Вільнюс (Литва).
У 2009—2011 рр. — знову повернувся до консульства у Мінські (Білорусь).
У 2011—2013 рр. — Генеральний консул Республіки Польща у Луцьку (Україна).